# Болкомб, Дэвид
Сэр Дэвид Болкомб (англ. David Baulcombe; род. 4 июля 1952, Солихалл, Уэст-Мидлендс) — английский учёный. Труды в основном посвящены ботанике, генетике, эпигенетике. Доктор философии. Королевский профессор Кембриджского университета, член Лондонского королевского общества (2001), иностранный член Национальной академии наук США (2005). Рыцарь-бакалавр с 2009 года. В 1999 году стал одним из первооткрывателей малых интерферирующих РНК. Лауреат премий Вольфа и Ласкера.
Получил степень бакалавра ботаники в Университете Лидса в 1973 году, а доктора философии - в Эдинбургском университете. Затем являлся постдоком в Университете Макгилла и Университете Джорджии. Вернувшись в Великобританию, поступил в Plant Breeding Institute (PBI). С 1998 года в Sainsbury Laboratory. Являлся профессором Университета Восточной Англии, с 2007 года профессор ботаники Кембриджа. Состоит в редколлегии PNAS. Являлся президентом Биохимического общества. Член EMBO и Европейской академии (2002).

## Награды
- 2002 — Премия Рут Аллен[англ.] Американского Фитопатологического Общества[англ.][7]
- 2003 — Премия Уайли (совместно с Крейгом Мелло, Эндрю Файером и Thomas Tuschl), «For contributions to discoveries of novel mechanisms for regulating gene expression by small interfering RNAs (siRNA).»
- 2004 — Премия Бейеринка по вирусологии[нидерл.]
- 2005 — Премия Мэссри (совместно с Крейгом Мелло и Эндрю Файером)
- 2006 — Королевская медаль, «In recognition of his profoundly significant recent discoveries for not only plants but for all of biology and for medicine.»
- 2008 — Медаль Бенджамина Франклина (совместно с Виктором Эмбросом и Гэри Равканом), «For their discovery of small RNAs that turn off genes. Their pioneering work initiated a paradigm shift in our perception of the ways genes are regulated, and this insight is making possible major new genetic tools for basic research, and for improving agriculture and human health.»[8]
- 2008 — Премия Альберта Ласкера за фундаментальные медицинские исследования (совместно с Виктором Эмбросом и Гэри Равканом), «За открытия и исследования разнообразного мира молекул РНК, которые регулируют функции гена в растениях и животных.»[9]
- 2009 — Премия Харви, «In recognition of his seminal role in discovering the key function of short RNA molecules and his great influence in the life sciences, where short RNAs are exploited for improving agriculture and for therapeutic tools in major diseases such as cancer, viral infections, and neurodegenerative disorders.»
- 2010 — Премия Вольфа по сельскому хозяйству, «For his pioneering discovery of gene regulation by small inhibitory RNA molecules in plants, which is of profound importance not only for agriculture, but also for biology as a whole, including the field of medicine»
- 2012 — Премия Бальцана[10][11]
- 2014 — Премия Грубера по генетике (совместно с Виктором Эмбросом и Гэри Равканом), «For the discovery of small non-coding RNAs and for the demonstration of their central roles in the regulation of development and gene expression.»[12][13]
- 2014 — McClintock Prize[англ.]
- Microbiology Society Prize Medal[англ.] (2015)
- 2017 — Mendel Medal, Genetics Society[англ.]